# Abação e Gémeos
Abação e Gémeos (oficialmente: União das Freguesias de Abação e Gémeos) é uma freguesia portuguesa do município de Guimarães, com 6,73 km² de área e 2 682 habitantes (censo de 2021). A sua densidade populacional é 398,5 hab./km².

## História
Foi constituída em 2013, no âmbito de uma reforma administrativa nacional, pela agregação das antigas freguesias de São Tomé de Abação e Gémeos e tem a sede em Abação.

## Demografia
A população registada nos censos foi:
| Distribuição da População por Grupos Etários | Distribuição da População por Grupos Etários | Distribuição da População por Grupos Etários | Distribuição da População por Grupos Etários | Distribuição da População por Grupos Etários | Distribuição da População por Grupos Etários |
| -------------------------------------------- | -------------------------------------------- | -------------------------------------------- | -------------------------------------------- | -------------------------------------------- | -------------------------------------------- |
| Antes da agregação                           |                                              |                                              |                                              |                                              |                                              |
| Ano                                          | 0-14 anos                                    | 15-24 anos                                   | 25-64 anos                                   | >= 65 anos                                   | Total                                        |
| 2001                                         | 652                                          | 581                                          | 1393                                         | 222                                          | 2848                                         |
| 2011                                         | 516                                          | 369                                          | 1534                                         | 275                                          | 2694                                         |
| Após a agregação                             |                                              |                                              |                                              |                                              |                                              |
| Ano                                          | 0-14 anos                                    | 15-24 anos                                   | 25-64 anos                                   | >= 65 anos                                   | Total                                        |
| 2021                                         | 355                                          | 376                                          | 1574                                         | 377                                          | 2682                                         |